# Lijst van voetbalinterlands Kosovo - Kroatië
Deze lijst van voetbalinterlands is een overzicht van alle officiële voetbalwedstrijden tussen de nationale teams van Kosovo en Kroatië. De landen speelden tot op heden twee keer tegen elkaar. De eerste ontmoeting, een kwalificatiewedstrijd voor het Wereldkampioenschap voetbal 2018, werd gespeeld in Shkodër (Albanië) op 6 oktober 2016. Het laatste duel, de returnwedstrijd in dezelfde kwalificatiereeks, vond plaats op 3 september 2017 in Zagreb.

## Wedstrijden
| № | Plaats  | Datum            | Competitie           | Wedstrijd        | Uitslag |
| - | ------- | ---------------- | -------------------- | ---------------- | ------- |
| 1 | Shkodër | 6 oktober 2016   | WK 2018 kwalificatie | Kosovo – Kroatië | 0 – 6   |
| 2 | Zagreb  | 3 september 2017 | WK 2018 kwalificatie | Kroatië − Kosovo | 1 − 0   |

## Samenvatting
| Competitie      | Totaal gespeeld | Winst Kosovo | Gelijk | Winst Kroatië | Doelsaldo Kosovo – Kroatië |
| --------------- | --------------- | ------------ | ------ | ------------- | -------------------------- |
| WK-kwalificatie | 2               | 0            | 0      | 2             | 0 − 7                      |
| Totaal          | 2               | 0            | 0      | 2             | 0 − 7                      |

## Details

### Eerste ontmoeting
| WK 2018 kwalificatie (Shkodër, Albanië, 6 oktober 2016): |              | |
| Kosovo | 0 – 6        | Kroatië |
| | goals        | 6' Mario Mandžukić 24' Mario Mandžukić 35' Mario Mandžukić 53' Domagoj Vida 68' Matej Mitrović 90+2' Nikola Kalinić                                                          |
| Albert Bunjaki | bondscoach   | Ante Čačić |
| Samir Ujkani Fanol Përdedaj Alban Pnishi Avni Pepa Valon Berisha Milot Rashica Bersant Celina 68' Arber Zeneli 77' Hekuran Kryeziu Bernard Berisha 58' Leart Paqarada | opstellingen | Danijel Subašić Milan Badelj Domagoj Vida Marcelo Brozović Josip Pivarić Šime Vrsaljko Ivan Perišić 46' Vedran Ćorluka Mateo Kovačić 71' Andrej Kramarić 59' Mario Mandžukić |
| Besar Halimi 58' Albert Bunjaku 68' Herolind Shala 77' | wissels      | 46' Matej Mitrović 59' Nikola Kalinić 71' Marko Rog |
| Bernard Berisha 19' | gele kaarten | |
| - Debuut van Arber Zeneli (sc Heerenveen) en Herolind Shala (Kasımpaşa) voor Kosovo.                                                                                  |              | |

### Achtste ontmoeting
| WK 2018 kwalificatie (Zagreb, Kroatië, 3 september 2017): |       |        |
| Kroatië                                                   | 1 – 0 | Kosovo |
| Domagoj Vida 74'                                          | goals |        |

FFK · 
Kosovaars vrouwenelftal · Kosovo U19 · Kosovo U17
2010 – 2019 ·
2020 − 2029
2014 · 
2015 · 
2016 · 
2017 · 
2018 ·
2019 ·
2020 ·
2021 ·
2022 ·
2023 ·
2024
Albanië ·
Andorra ·
Armenië ·
Azerbeidzjan · 
Bulgarije · 
Burkina Faso · 
Cyprus ·
Denemarken ·
Engeland ·
Equatoriaal-Guinea ·
Faeröer ·
Finland ·
Gambia ·
Georgië ·
Gibraltar ·
Griekenland ·
Guinee ·
Haïti ·
Hongarije ·
IJsland ·
Israël ·
Jordanië ·
Kroatië ·
Letland ·
Litouwen ·
Madagaskar ·
Malta ·
Moldavië ·
Montenegro ·
Noord-Ierland ·
Noord-Macedonië ·
Noorwegen ·
Oekraïne ·
Oman ·
Roemenië ·
San Marino ·
Senegal ·
Slovenië ·
Spanje ·
Tsjechië ·
Turkije ·
Wit-Rusland ·
Zweden ·
Zwitserland
HNS · A-internationals · Selecties · Bondscoaches · Statistieken · Kroatisch vrouwenelftal · Olympisch elftal · Kroatië U21 · Kroatië U20 · Kroatië U19 · Kroatië U18 · Kroatië U17 · Kroatië U16
1940 – 1956 ·
1990 – 1999 ·
2000 – 2009 ·
2010 – 2019 ·
2020 − 2029
EK's: 1996 · 
2000 · 
2004 · 
2008 · 
2012 · 
2016 · 
2020 · 
2024
WK's: 1998 · 
2002 · 
2006 · 
2010 · 
2014 · 
2018 · 
2022
1940 · 
1941 · 
1942 · 
1943 · 
1944 · 
1945–1955 · 
1956 · 
1957–1989 · 
1990 · 
1991 · 
1992 · 
1993 · 
1994 · 
1995 · 
1996 · 
1997 · 
1998 · 
1999 · 
2000 · 
2001 · 
2002 · 
2003 · 
2004 · 
2005 · 
2006 · 
2007 · 
2008 · 
2009 · 
2010 · 
2011 · 
2012 · 
2013 ·  
2014 · 
2015 · 
2016 · 
2017 · 
2018 ·
2019 ·
2020 ·
2021 ·
2022 ·
2023
Albanië ·
Andorra ·
Argentinië ·
Armenië ·
Australië ·
Azerbeidzjan · 
België ·
Bosnië en Herzegovina ·
Brazilië ·
Bulgarije ·
Canada ·
Chili ·
China ·
Cyprus ·
Denemarken ·
Duitsland ·
Ecuador ·
Egypte ·
Engeland ·
Estland ·
Finland ·
Frankrijk ·
Georgië ·
Gibraltar ·
Griekenland ·
Hongarije ·
Hongkong ·
Ierland ·
IJsland ·
Indonesië ·
Iran ·
Israël ·
Italië ·
Jamaica ·
Japan ·
Joegoslavië ·
Jordanië ·
Kameroen · 
Kazachstan ·
Kosovo ·
Letland ·
Litouwen ·
Liechtenstein ·
Mali ·
Malta ·
Marokko · 
Mexico ·
Moldavië ·
Nederland ·
Nigeria ·
Noord-Ierland ·
Noord-Macedonië ·
Noorwegen ·
Oekraïne ·
Oostenrijk ·
Peru ·
Polen ·
Portugal ·
Qatar ·
Roemenië ·
Rusland ·
San Marino ·
Saoedi-Arabië ·
Schotland ·
Senegal · 
Servië · 
Slovenië ·
Slowakije ·
Spanje ·
Tsjechië ·
Tunesië ·
Turkije ·
Wales ·
Wit-Rusland ·
Zuid-Korea ·
Zweden ·
Zwitserland
Argentinië (2018) ·
Argentinië (2022) ·
Australië (2006) ·
België (2022) ·
Brazilië (2006) ·
Brazilië (2014) ·
Brazilië (2022) ·
Denemarken (2018) ·
Duitsland (2008) ·
Engeland (2018) ·
Engeland (2021) ·
Frankrijk (2018) ·
Ierland (2012) ·
IJsland (2018) ·
Italië (2012) ·
Japan (2006) ·
Kameroen (2014) ·
Marokko (2022, 1) ·
Marokko (2022, 2) ·
Mexico (2014) ·
Nigeria (2018) ·
Oostenrijk (2008) ·
Polen (2008) ·
Rusland (2018) ·
Schotland (2021) ·
Spanje (2012) ·
Spanje (2021) ·
Tsjechië (2016) ·
Tsjechië (2021) ·
Turkije (2008) ·
Turkije (2016)